# Liste von Megalithforschern
Die Liste von Megalithforschern enthält Prähistoriker und andere Forscher, die bedeutende Beiträge zur Erforschung der Megalithik geliefert haben.
| Name                                 | Nationalität                  | Lebensdaten | Stationen | Beiträge |
| ------------------------------------ | ----------------------------- | ----------- | --- | --- |
| Caspar Abel                          | Deutschland                   | 1676–1763   | 1698–1718 Gymnasialrektor in Halberstadt, ab 1718 Pastor in Westdorf bei Aschersleben | Teutsche und Sächsische Alterthümer (1720/30) |
| Joachim Gottwalt Abel                | Deutschland                   | 1723–1806   | ab 1755 Pastor in Möckern | Geschichte der Herrschaft Möckern (Manuskript, darin Beschreibung zahlreicher, heute größtenteils nicht mehr erhaltener Großsteingräber Sachsen-Anhalts) |
| Claus Ahrens                         | Deutschland                   | 1925–1998   | 1966–1986 Direktor des Helms-Museums in Hamburg | |
| Sylvie Amblard-Pison                 | Frankreich                    |             | | Inventaire des mégalithes de la France. 8: Puy-de-Dôme (1983) |
| Emmanuel Anati                       | Italien                       | * 1930      | | |
| Niels H. Andersen                    | Dänemark                      |             | | Stendysser. Arkitektur og funktion (2015) |
| Ekkehard Aner                        | Deutschland                   |             | | |
| Richard J. C. Atkinson               | Vereinigtes Königreich        | 1920–1994   | 1949 Lecturer an der University of Edinburgh, 1958–1983 Professor am University College Cardiff | Grabungen in Stonehenge, West Kennet Long Barrow und Wayland’s Smithy; Stonehenge (1956) |
| Tony Axelsson                        | Schweden                      |             | | |
| Lars Bägerfeldt                      | Schweden                      |             | | Västkustens megalitgravar. Kronologi och korologi (1985), Megalitgravarna i Sverige. Typ, tid, rum och social miljö (1989) |
| Axel Ivar Bagge                      | Schweden                      | 1894–1953   | | Die Funde aus Dolmen und Ganggräbern in Schonen, Schweden (1950–1952) |
| Jan Albert Bakker                    | Niederlande                   | * 1935      | bis 2000 Mitarbeiter am Institut für Vor- und Frühgeschichte der Universiteit van Amsterdam | The TRB West Group. Studies in the Chronology and Geography of the Makers of Hunebeds and Tiefstich Pottery (1979), The Dutch Hunebedden. Megalithic Tombs of the Funnel Beaker Culture (1992), Megalithic Research in the Netherlands, 1547–1911. From ‘Giant’s Beds’ and ‘Pillars of Hercules’ to accurate investigations (2010) |
| Ute Bartelt                          | Deutschland                   | (* um 1975) | Seit 2008 Kommunalarchäologin für Hildesheim und die Region Hannover | |
| Carl Johan Becker                    | Dänemark                      | 1915–2001   | | |
| Hermann Behrens                      | Deutschland                   | 1915–2006   | 1959–1980 Direktor des Landesmuseums für Vorgeschichte Halle (Saale) | Die Jungsteinzeit im Mittelelbe-Saale-Gebiet (1973) |
| Hans-Jürgen Beier                    | Deutschland                   | * 1956      | | Die Grab- und Bestattungssitten der Walternienburger und der Bernburger Kultur (1984), Die megalithischen, submegalithischen und pseudomegalithischen Bauten sowie die Menhire zwischen Ostsee und Thüringer Wald (1991) |
| Johann Christoph Bekmann             | Deutschland                   | 1641–1717   | ab 1667 Professor in Frankfurt (Oder), zunächst für griechische Sprache, später für Geschichte und Theologie, 1673–1717 Bibliothekar der Viadrina                                                     | Historie des Fürstenthums Anhalt (1710), Historische Beschreibung der Chur und Mark Brandenburg (1751/53), in beiden Werken Beschreibung zahlreicher, zum Teil heute nicht mehr erhaltener Großsteingräber in Sachsen-Anhalt, Brandenburg und Polen |
| Juan A. Belmonte                     | Spanien                       |             | | |
| Robert Beltz                         | Deutschland                   | 1854–1942   | | Dokumentation zahlreicher Großsteingräber in Mecklenburg-Vorpommern |
| Axel von Berg                        | Deutschland                   | * 1961      | | Ausgrabung des Großsteingrabs Kruft, Rheinland-Pfalz |
| Monika Bernatzky                     | Deutschland                   |             | | |
| Wilhelm Blasius                      | Deutschland                   | 1845–1912   | | Dokumentation zahlreicher Großsteingräber in Sachsen-Anhalt |
| Hartmut Bock                         | Deutschland                   | * 1944      | | Großsteingräber der Altmark (2006) |
| Klaus Bokelmann                      | Deutschland                   |             | | |
| Gustav von Bonstetten                | Schweiz                       | 1816–1892   | | Essai sur les dolmens (1865) |
| William Copeland Borlase             | Vereinigtes Königreich        | 1848–1899   | Privatgelehrter | The Dolmens of Ireland, Their Distribution, Structural Characteristics, and Affinities in Other Countries (1897) |
| Vilhelm Boye                         | Dänemark                      | 1837–1896   | | |
| Anna Brindley                        | Irland                        | * 1954      | | Auswertung zahlreicher Inventare aus niederländischen Großsteingräbern, Erstellung eines typologischen Systems der Trichterbecher-Westgruppe |
| Titia Brongersma                     | Niederlande                   | 1650–1700   | Dichterin | erste Ausgrabung eines Großsteingrabes in den Niederlanden (1685) |
| Johannes Brøndsted                   | Dänemark                      | 1890–1965   | | |
| Marcel L. Brou                       | Belgien                       |             | | Chaussées Brunehault et monuments mégalithiques de la Gaule du nord (1969), Dolmens et menhirs en Gaule Belgique (1973) |
| Willy Charles Brou                   | Belgien                       |             | | Chaussées Brunehault et monuments mégalithiques de la Gaule du nord (1969), Dolmens et menhirs en Gaule Belgique (1973) |
| Jan Piet Brozio                      | Deutschland                   |             | | Megalithanlagen und Siedlungsmuster im trichterbecherzeitlichen Ostholstein (2016) |
| Primitiva Bueno Ramírez              | Spanien                       | * 1957      | Professorin an der Universität Alcalá. | Megalitismo en Extremadura (1987), Los dolmenes de Valencia de Alcantara (1988), Megalitos en la Meseta sur. Los dólmenes de Azután y La Estrella, Toledo (1991), El dolmen de Navalcán. El poblamiento megalítico en el Guadyerbas (1999), El dolmen de Azután (Toledo) (2005), Graphical markers and megalith builders in the international Tagus, Iberian Peninsula (2008), From the origins. The prehistory of the inner Tagus region (2011)    |
| Aubrey Burl                          | Vereinigtes Königreich        | 1926–2020   | | |
| Juan Antonio Cámara Serrano          | Spanien                       |             | | El ritual funerario en la prehistoria reciente en el Sur de la Península Ibérica (2001) |
| Petrus Camper                        | Niederlande                   | 1722–1789   | Mediziner und Botaniker | Zeichnungen mehrerer Großsteingräber in den Niederlanden |
| Gabriel Camps                        | Frankreich                    | 1927–2002   | | Monuments et rites funéraires protohistoriques. Aux origines de la Berbérie (1961) |
| Fernando Carrera Ramírez             | Spanien                       |             | | El arte parietal en monumentos megalíticos del noroeste ibérico. Valoración, diagnóstico, conservación (2011) |
| Rodney Castelden                     | Vereinigtes Königreich        |             | | The Making of Stonehenge (1993) |
| Enrique Cerrillo Cuenca              | Spanien                       |             | | From the origins. The prehistory of the inner Tagus region (2011) |
| Christopher Chippendale              | Vereinigtes Königreich        |             | | Stonehenge complete (1983), Who owns Stonehenge? (1990) |
| Waldemar Chmielewski                 | Polen                         |             | | Zagadnienie grobowców kujawskich w świetle ostatnich badań (1952) |
| Jean Clottes                         | Frankreich                    | * 1933      | | Inventaire des mégalithes de la France. 5: Lot (1977), Inventaire des mégalithes de la France. 7/1: Aveyron. L' Ouest Aveyronnais. Causses de Limogne et de Villeneuve (1983) |
| Eammon Cody                          | Irland                        |             | | Survey of the Megalithic tombs of Ireland (Band 6, 2002) |
| Gérard Cordier                       | Frankreich                    | 1924–2014   | | Inventaire des mégalithes de la France. 1: Indre-et-Loire (1963) |
| Glyn Daniel                          | Vereinigtes Königreich        | 1914–1986   | | The prehistoric chamber tombs of England and Wales (1950), The prehistoric chamber tombs of France. A geographical, morphological and chronological survey (1960) |
| Johann Friedrich Danneil             | Deutschland                   | 1783–1868   | | Grabalterthümer aus vorchristlicher Zeit; Eintheilung der verschiedenen Grabdenkmäler aus der heidnischen Zeit in der Altmark (1838), Specielle Nachweisung der Hünengräber in der Altmark (1843) |
| Timothy Darvill                      | Vereinigtes Königreich        |             | | Grabungen in Stonehenge |
| J. Leroy Davidson                    | Vereinigtes Königreich        |             | | The chambered cairns of Orkney (1989), The chambered cairns of Caithness (1991) |
| Torben Dehn                          | Dänemark                      |             | | |
| Jürgen Deichmüller                   | Deutschland                   | 1916–2000   | | |
| Denis Demnick                        | Deutschland                   |             | | Ausgrabung von Großsteingräbern in Lüdelsen, Sachsen-Anhalt |
| Jackie Despirée                      | Frankreich                    |             | | Inventaire des mégalithes de la France. 3: Loir-et-cher (1974) |
| Marc Devignes                        | Frankreich                    |             | | Inventaire des mégalithes de la France. 9: Gironde (1995) |
| Hauke Dibbern                        | Deutschland                   |             | | Das trichterbecherzeitliche Westholstein. Eine Studie zur neolithischen Entwicklung von Landschaft und Gesellschaft (2016) |
| Henry Dryden                         | Vereinigtes Königreich        |             | | Gemeinsam mit William Collings Lukis Dokumentation von Megalithbauten in Großbritannien, Frankreich und den Niederlanden |
| Klaus Ebbesen                        | Dänemark                      | * 1946      | | Die jüngere Trichterbecherkultur auf den dänischen Inseln (1975), Tragtbægerkultur i Nordjylland. Studier over jættestuetiden (1979), Stordyssen i Vedsted. Studier over tragtbaegerkulturen i Sønderjylland (1979), Stendysser og jaettestuer (1993), Danske dysser – Danish dolmens (2007), Danmarks megalitgrave (zwei Bände, 2008–2011), 2009 (Danske jættestuer)                                                                               |
| George Eogan                         | Irland                        | 1930–2021   | Lecturer und Professor am University College Dublin | Forschungen in Knowth |
| Palle Eriksen                        | Dänemark                      |             | | Samsøs store stengrave (1990), Stendysser. Arkitektur og funktion (2015) |
| Georg Otto Carl von Estorff          | Deutschland                   | 1811–1877   | | Heidnische Alterthümer der Gegend von Uelzen im ehemaligen Bardengaue (Königreich Hannover) (1846) |
| John Davies Evans                    | Vereinigtes Königreich        | 1925–2011   | | The prehistoric antiquities of the Maltese Islands: A survey (1971) |
| Mamoun Fansa                         | Syrien                        | * 1946      | | Die Keramik der Trichterbecherkultur aus den Megalith- und Flachgräbern des oldenburgischen Raumes (1982), Großsteingräber zwischen Weser und Ems (1992) |
| Ulrich Fischer                       | Deutschland                   | 1915–2005   | | Ausgrabung von Großsteingräbern in Leetze, Sachsen-Anhalt |
| Alexandar Fol                        | Bulgarien                     | 1933–2006   | | Megalitite v Trakija. 1 (1976), Megalitite v Trakija. 2 (1982) |
| Christian Frébutte                   | Belgien                       |             | | Grabungen in Wéris |
| Joachim von Freeden                  | Deutschland                   |             | | Malta und die Baukunst seiner Megalith-Tempel (1993) |
| Friedrich VII.                       | Dänemark                      | 1808–1863   | König von Dänemark (1848–1863), Amateurarchäologe | |
| Ernst Andreas Friedrich              | Deutschland                   | 1924–2013   | Autor | Wenn Steine reden könnten: aus Niedersachsens Geschichte (vier Bände, 1989–1998) |
| Barbara Fritsch                      | Deutschland                   |             | | Großsteingräber der Altmark (2006) |
| Anne Birgitte Gebauer                | Dänemark                      |             | | |
| Georges Germond                      | Frankreich                    | 1921?–2019  | | Inventaire des mégalithes de la France. 6: Deux-Sèvres (1980) |
| Albert Egges van Giffen              | Niederlande                   | 1935–1973   | | Ausgrabung und Restaurierung zahlreicher Großsteingräber in den Niederlanden; De hunebedden in Nederland (drei Bände, 1925–1927) |
| Evert van Ginkel                     | Niederlande                   |             | | |
| Pierre-Roland Giot                   | Frankreich                    | 1919–2002   | | |
| Peter Vilhelm Glob                   | Dänemark                      | 1911–1985   | | Danske oldtidsminder (1967) = Vorzeitdenkmäler Dänemarks (1968) |
| Mário Valera Gomes                   | Portugal                      |             | | |
| A. César Gonzalez-Garcia             | Spanien                       |             | | Untersuchungen zur Orientierung von Megalithanlagen |
| Stanislaw Grigoriew                  | Russland                      |             | | |
| Johannes Groht                       | Deutschland                   | * 1962      | | Menhire in Deutschland (2013) |
| Roger Grosjean                       | Frankreich                    | 1920–1975   | | La Corse avant l'histoire. Monuments et art de la civilisaton mégalithique insulaire du début du IIIe à la fin du IIe millénaire avant notre ère (1966) |
| Michel Gruet                         | Frankreich                    |             | | Inventaire des mégalithes de la France. 2: Maine-et-Loire (1967) |
| Klaus Günther                        | Deutschland                   | 1932–2006   | | Ausgrabung zahlreicher Großsteingräber in Nordrhein-Westfalen |
| Franziska Hage                       | Deutschland                   |             | | Büdelsdorf / Borgstedt. Eine trichterbecherzeitliche Kleinregion (2016) |
| Friedrich von Hagenow                | Deutschland                   | 1797–1865   | | Special Charte der Insel Rügen (1829) |
| Svend Hansen                         | Deutschland                   | * 1962      | | |
| Walter Hansen                        | Deutschland                   | 1903–1988   | | Riesensteingräber in Norddeutschland (1941) |
| Svend Illum Hansen                   | Dänemark                      | * 1943      | | Restaurierung zahlreicher Großsteingräber in Dänemark |
| Diedrich Harries                     | Deutschland                   | 1791–1857   | 1838–1851 Pastor in Grundhof (Angeln) | Dokumentation mehrerer (heute größtenteils zerstörter) Großsteingräber in Schleswig-Holstein |
| Gudmund Hatt                         | Dänemark                      | 1884–1960   | | |
| William Hawley                       | Vereinigtes Königreich        | 1851–1941   | | |
| Audrey Henshall                      | Vereinigtes Königreich        | 1927–2021   | 1960–1971 Assistant Keeper of Archaeology am National Museum of Antiquities of Scotland | The chambered tombs of Scotland (2 Bände, 1963 und 1972), The chambered cairns of Orkney (1989), The chambered cairns of Caithness (1991), The chambered cairns of Sutherland (1995), The chambered cairns of the central Highlands (2001), The chambered tombs of the Isle of Man (2017) |
| Michael Herity                       | Irland                        |             | | Irish passage graves. Neolithic tombbuilders in Ireland and Britain 2500 B.C. (1974) |
| Gail Michele Higginbottom            | Australien                    |             | | |
| Hans Hingst                          | Deutschland                   | 1908–1996   | | Ausgrabung zahlreicher Großsteingräber in Schleswig-Holstein |
| Hermann Hinz                         | Deutschland                   | 1916–2000   | | |
| Johannes Hofstede                    | Niederlande                   |             | | |
| Jürgen Hoika                         | Deutschland                   | 1941–2005   | | |
| Adolf Hollnagel                      | Deutschland                   | 1907–1975   | | Ausgrabung zahlreicher Großsteingräber in Mecklenburg-Vorpommern |
| Robert Holsten                       | Deutschland                   | 1862–1954   | | Die steinzeitlichen Gräber des Kreises Pyritz (1919/20) |
| Jan Hendrik Holwerda                 | Niederlande                   | 1873–1951   | 1910 Lektor für prähistorische und römische Archäologie der Universität Leiden und Vizedirektor des Rijksmuseum van Oudheden, 1919–1939 Direktor des Rijksmuseums, 1935–1948 Direktor des Museums Kam | Ausgrabung der Großsteingräber bei Drouwen und des Großsteingrabs Emmen-Schimmeres, Niederlande |
| Werner Hülle                         | Deutschland                   | 1903–1974   | | Die Steine von Carnac (1942) |
| Karl-Hermann Jacob-Friesen           | Deutschland                   | 1886–1960   | | |
| Dobrochna Jankowska                  | Polen                         | * 1944      | 1977–1993 Assistenzprofessorin, ab 1993 Professorin an der Adam-Mickiewicz-Universität Posen | Kultura pucharów lejkowatych na Pomorzu Środkowym. Grupa Łupawska (1980) |
| Leonhardt Johannes Friedrich Janssen | Niederlande                   |             | | |
| Konrad Jażdżewski                    | Polen                         |             | | Kultura puharów lejkowatych w Polsce zachodniej i środkowej (1936) |
| Jørgen Jensen                        | Dänemark                      | 1936–2008   | | Danmarks Oldtid. 1. Stenalder. 13.000–2.000 f.Kr. (2001) |
| Roger Joussaume                      | Frankreich                    |             | | Des dolmens pour les morts. Les mégalithismes à travers le monde (1985) = Dolmens for the dead. Megalith-building throughout the world (1988) |
| Lili Kaelas                          | Estland/ Schweden             | 1919–2007   | | Die Funde aus Dolmen und Ganggräbern in Schonen, Schweden (1950–1952) |
| Irene Kappel                         | Deutschland                   |             | | |
| Alexander Keiller                    | Vereinigtes Königreich        | 1889–1955   | | |
| Karl Kersten                         | Deutschland                   | 1909–1992   | | |
| Albert Kiekebusch                    | Deutschland                   | 1870–1935   | Mitarbeiter am Märkischen Museum Berlin, ab 1929 Lehrbeauftragter für märkische Vorgeschichte an der Universität Berlin, 1932 Honorarprofessor                                                        | Ausgrabung der Großsteingräber bei Wollschow, Brandenburg |
| Horst Kirchner                       | Deutschland                   | 1913–1990   | | Die Menhire in Mitteleuropa und der Menhirgedanke (1955) |
| Eberhard Kirsch                      | Deutschland                   | * 1947      | | Funde des Mittelneolithikums im Land Brandenburg (1993), Beiträge zur älteren Trichterbecherkultur in Brandenburg (1994) |
| Hans Kjær                            | Dänemark                      |             | | |
| Poul Kjærum                          | Dänemark                      |             | | |
| Leo Klinke                           | Deutschland                   | * 1992      | | |
| Heinz Knöll                          | Deutschland                   | 1911–1989   | | Ausgrabung der Großsteingräber bei Lengerich-Wechte, Nordrhein-Westfalen |
| Gerhard Körner                       | Deutschland                   | 1913–1984   | | Atlas der Megalithgräber Deutschlands (Band 3, 1975) |
| Eduard Krause                        | Deutschland                   | 1847–1917   | | Die megalithischen Gräber (Steinkammergräber) Deutschlands. I. Altmark (1893) |
| Dariusz Król                         | Polen                         |             | | Chamberless Tombs in Southeastern Group of Funnel Beaker Culture (2011), Monumentalne cmentarzyska eneolitycznej kultury pucharów lejkowatych między dolną Odrą a środkowym Sanem (2021) |
| Franz Krüger                         | Deutschland                   | 1873–1936   | | Megalithgräber der Kreise Bleckede, Dannenberg, Lüneburg und Winsen a. d. Luhe (1927) |
| Peter La Baume                       | Deutschland                   | 1916–1977   | | |
| Kurt Langenheim                      | Deutschland                   | 1903–1990   | | Die Tonware der Riesensteingräber in Schleswig-Holstein (1935) |
| Jan N. Lanting                       | Niederlande                   |             | | |
| Luc Laporte                          | Frankreich                    |             | | The megalithic architectures of Europe (2016) |
| Friedrich Laux                       | Deutschland                   | * 1938      | | Vorgeschichte des Landkreises Lüneburg (1971) |
| Zacharie Le Rouzic                   | Frankreich                    | 1864–1939   | | Erforschung der Megalithanlagen der Bretagne |
| Leopold von Ledebur                  | Deutschland                   | 1799–1877   | | Die heidnischen Altertümer des Regierungsbezirks Potsdam (1852) |
| Georg Leisner                        | Deutschland                   | 1870–1957   | | Die Megalithgräber der Iberischen Halbinsel (zwei Bände, 1943–1998) |
| Vera Leisner                         | Deutschland                   | 1885–1972   | | Die Megalithgräber der Iberischen Halbinsel (zwei Bände, 1943–1998) |
| Claude Leymarios                     | Frankreich                    |             | | Inventaire des mégalithes de la France. 3: Loir-et-cher (1974) |
| Jean L’Helgouach                     | Frankreich                    | 1933–2000   | | Les sépultures mégalithiques en Armorique. Dolmens à couloir et allées couvertes (1965) |
| Michael Martin Lienau                | Deutschland                   | 1857–1936   | | Über Megalithgräber und sonstige Grabformen der Lüneburger Gegend (1914) |
| Johannes van Lier                    | Niederlande                   |             | | |
| Georg Christian Friedrich Lisch      | Deutschland                   | 1801–1883   | | Dokumentation zahlreicher Großsteingräber in Mecklenburg-Vorpommern |
| Luise Lorenz                         | Deutschland                   |             | | Kommunikationsstrukturen mittelneolithischer Gesellschaften im nordmitteleuropäischen Tiefland (2018) |
| William Collings Lukis               | Vereinigtes Königreich        | 1817–1892   | | Dokumentation von Megalithbauten in Großbritannien, Frankreich und den Niederlanden; A Guide to the Principal Chambered Barrows and other Pre-historic Monuments in the Islands of the Morbihan, the communes of Locmariaker, Carnac, Plouharnel and Erdeven, and the peninsulas of Quiberon and Rhuis, Brittany (1875), Report on the hunebedden of Drenthe, Netherlands (1878), Prehistoric Stone Monuments of the British Isles: Cornwall (1885) |
| Frances Lynch                        | Vereinigtes Königreich        |             | | Megalithic Tombs and Long Barrows in Britain (1997) |
| Euan MacKie                          | Vereinigtes Königreich        | 1936–2020   | | The megalith builders (1977) |
| Andreas Peter Madsen                 | Dänemark                      | 1822–1911   | | Afbildninger af danske oldsager og mindesmaerker. Steenalderen (1868) |
| Juan Maluquer de Motes               | Spanien                       |             | | Notas sobre la cultura megalítica navarra (1964) |
| Wladimir Iwanowitsch Markowin        | Russland                      |             | | Dol'meny Zapadnogo Kavkaza (1978), Dolʹmennye pamjatniki Prikubanʹan'ja i Pričernomorʹja (1997) |
| Therkel Mathiassen                   | Dänemark                      | 1892–1967   | | |
| Agnieszka Matuszewska                | Polen                         |             | | |
| Claude Maurand                       | Frankreich                    |             | | Inventaire des mégalithes de la France. 7/1: Aveyron. L' Ouest Aveyronnais. Causses de Limogne et de Villeneuve (1983) |
| Julia Menne                          | Deutschland                   |             | | Keramik aus Megalithgräbern in Nordwestdeutschland. Interaktionen und Netzwerke der Trichterbecherwestgruppe (2018) |
| Moritz Mennenga                      | Deutschland                   |             | | |
| Magdalena Midgley                    | Polen/ Vereinigtes Königreich | 1952–2014   | | The Origin and Function of the Earthen Long Barrows of Northern Europe (1985), TRB Culture. The First Farmers of the North European Plain (1992), The Monumental Cemeteries of Prehistoric Europe (2005), The Megaliths of Northern Europe (2008) |
| Lothar Mittag                        | Deutschland                   | * 1956      | | Großsteingräber der Altmark (2006) |
| Jean-Pierre Mohen                    | Frankreich                    | * 1944      | | Le monde des mégalithes (1989) = Megalithkultur in Europa. Geheimnis der frühen Zivilisationen (1989), Standing stones. Stonehenge, Carnac and the world of megaliths (1999), Cultes et rituels mégalithiques. Les sociétés néolithiques de l'Europe du nord (2003) |
| Detlef W. Müller                     | Deutschland                   | * 1943      | | Ausgrabung des Großsteingrabs Langeneichstädt, Sachsen-Anhalt |
| Johannes Müller                      | Deutschland                   | * 1960      | | |
| Johannes Heinrich Müller             | Deutschland                   | 1828–1886   | | Vor- und frühgeschichtliche Alterthümer der Provinz Hannover (1893) |
| Sophus Müller                        | Dänemark                      | 1846–1934   | | |
| Hans Müller-Brauel                   | Deutschland                   | 1867–1940   | | |
| Georg zu Münster                     | Deutschland                   | 1776–1844   | | |
| Jan Evert Musch                      | Niederlande                   |             | | |
| Erika Nagel                          | Deutschland                   | 1943–1999   | Mitarbeiterin am Museum für Ur- und Frühgeschichte Schwerin | Ausgrabung zahlreicher Großsteingräber in Mecklenburg-Vorpommern |
| Carl Neergaard                       | Dänemark                      |             | | |
| Ingeburg Nilius                      | Deutschland                   | 1927–1984   | 1969–1984 Kustodin der prähistorischen Sammlung der Ernst-Moritz-Arndt-Universität Greifswald | Das Neolithikum in Mecklenburg zur Zeit und unter besonderer Berücksichtigung der Trichterbecherkultur (1971) |
| Cornelis van Noorde                  | Niederlande                   |             | | |
| Seán Ó Nualláin                      | Irland                        |             | | Survey of the Megalithic tombs of Ireland (Bände 1–5, 1961–1989) |
| Einar Østmo                          | Norwegen                      |             | | Dokumentation der Großsteingräber Norwegens |
| Mark Patton                          | Vereinigtes Königreich        |             | | Jersey in Prehistory (1987), Statements in stone. Monuments and society in Neolithic Brittany (1993) |
| Michael Parker Pearson               | Vereinigtes Königreich        | * 1957      | 1990–2012 Mitarbeiter im Fachbereich Archäologie der University of Sheffield, seit 2012 Professor of British Later Prehistory am University College London                                            | Grabungen in Stonehenge und Bluehenge; Stonehenge: exploring the greatest Stone Age mystery (2012) |
| Luis Pericot García                  | Spanien                       | 1899–1978   | | Los sepulcros megalíticos catalanes y la cultura pirenaica (1950) |
| Reena Perschke                       | Deutschland                   | * 1974      | | |
| Per Persson                          | Schweden                      |             | | |
| Johan Picardt                        | Deutschland/ Niederlande      | 1600–1670   | Pastor, Mediziner und Schriftsteller | Korte Beschryvinge van eenige Vergetene en Verborgene Antiquiteiten Der Provintien en Landen gelegen tusschen de Noord-Zee, de Yssel, Emse en Lippe (1660) |
| Mike Pitts                           | Vereinigtes Königreich        |             | | How to build Stonehenge (2022) |
| Joachim Preuß                        | Deutschland                   | 1927–2018   | 1981–1991 Inhaber des Lehrstuhls für Vor- und Frühgeschichte der Martin-Luther-Universität Halle-Wittenberg                                                                                           | Ausgrabung von Großsteingräbern im Haldensleber Forst, Sachsen-Anhalt; Die Altmärkische Gruppe der Tiefstichkeramik (1980) |
| Dirk Raetzel-Fabian                  | Deutschland                   |             | | Untersuchung des Erdwerks und der Galeriegräber bei Calden, Hessen |
| Bruno Rahmlow                        | Deutschland                   |             | Ehrenamtlicher Bodendenkmalpfleger | Systematische Erfassung der Großsteingräber im Haldensleber Forst, Sachsen-Anhalt |
| Julius Raklev                        | Dänemark                      |             | | |
| Julian Richards                      | Vereinigtes Königreich        | * 1951      | | The Stonehenge Environs Project (1990), English Heritage book of Stonehenge (1991), Stonehenge. The story so far (2006) |
| Christoph Rinne                      | Deutschland                   | * 1967      | | Ausgrabung von Großsteingräbern im Haldensleber Forst, Sachsen-Anhalt; Die Megalithgräber im Haldensleber Forst (2019) |
| Graham Ritchie                       | Vereinigtes Königreich        | 1942–2005   | 1996–1998 Chef der Archäologie bei der Royal Commission on The Ancient and Historical Monuments of Scotland, 1999–2002 Präsident der Society of Antiquaries of Scotland                               | The chambered cairns of Sutherland (1995), The chambered cairns of the central Highlands (2001) |
| Jutta Roß                            | Deutschland                   |             | | Megalithgräber in Schleswig-Holstein. Untersuchungen zum Aufbau der Grabanlagen nach neueren Ausgrabungsbefunden (1992) |
| Gustav Adolf Theodor Rosenberg       | Dänemark                      | 1872–1940   | | |
| Carl Rothmann                        | Deutschland                   |             | | Ausgrabung zahlreicher Großsteingräber in Schleswig-Holstein |
| Clive Ruggles                        | Vereinigtes Königreich        | * 1952      | | Megalithic Astronomy (1984) |
| Seweryn Rzepecki                     | Polen                         |             | | The Roots of Megalithism in the TRB culture (2011) |
| Walter Saal                          | Deutschland                   | 1913–1996   | | Systematische Erfassung der Großsteingräber im Haldensleber Forst, Sachsen-Anhalt |
| Wijnand van der Sanden               | Niederlande                   | * 1953      | 1987–1997 Kurator der archäologischen Abteilung des Drents Museum Assen, seit 1997 Provinzialarchäologe der Provinz Drenthe                                                                           | Gids voor de hunebedden in Drenthe en Groninge (2012) |
| Chris Scarre                         | Vereinigtes Königreich        | * 1954      | | The megalithic architectures of Europe (2016) |
| Gottfried Schäfer                    | Deutschland                   |             | | Ausgrabung zahlreicher Großsteingräber in Schleswig-Holstein |
| Gajus Scheltema                      | Niederlande                   |             | | Megalithic Jordan (2008) |
| Kerstin Schierhold                   | Deutschland                   | * 1977      | | Studien zur Hessisch-Westfälischen Megalithik. Forschungsstand und -perspektiven im europäischen Kontext (2012) |
| Reinhard Schindler                   | Deutschland                   | 1912–2001   | | Ausgrabung des Großsteingrabs Schankweiler, Rheinland-Pfalz |
| Heinz Schirnig                       | Deutschland                   | * 1937      | | Großsteingräber in Niedersachsen (1979) |
| Friedrich Schlette                   | Deutschland                   | 1915–2003   | 1959–1986 Inhaber des Lehrstuhls für Vor- und Frühgeschichte der Martin-Luther-Universität Halle-Wittenberg                                                                                           | Ausgrabung von Großsteingräbern im Haldensleber Forst, Sachsen-Anhalt |
| Elisabeth Schlicht                   | Deutschland                   | 1914–1989   | | Kupferschmuck aus Megalithgräbern Nordwestdeutschlands (1973) |
| Kay Schmütz                          | Deutschland                   |             | | Ausgrabung von Großsteingräbern im Haldensleber Forst, Sachsen-Anhalt; Die Entwicklung zweier Konzepte? Grosssteingräber und Grabenwerk bei Haldensleben-Hundisburg (2017) |
| Otto Schoetensack                    | Deutschland                   | 1850–1912   | | Die megalithischen Gräber (Steinkammergräber) Deutschlands. I. Altmark (1893) |
| Waldtraut Schrickel                  | Deutschland                   | 1920–2009   | bis 1958 Dozentin an der Friedrich-Schiller-Universität Jena, 1961 Assistentin an der 1961 an der Ruprecht-Karls-Universität Heidelberg, 1967–1980 außerplanmäßige Professorin in Heidelberg          | Westeuropäische Elemente im Neolithikum und in der Frühen Bronzezeit Mitteldeutschlands (1957), Westeuropäische Elemente im neolithischen Grabbau Mitteldeutschlands und die Galeriegräber Westdeutschlands und ihre Inventare (1966) |
| Ewald Schuldt                        | Deutschland                   | 1914–1987   | Direktor des Museums für Ur- und Frühgeschichte Schwerin | Ausgrabung zahlreicher Großsteingräber in Mecklenburg-Vorpommern; Die mecklenburgischen Megalithgräber. Untersuchungen zu ihrer Architektur und Funktion (1972) |
| Bettina Schulz Paulsson              | Schweiz                       |             | | |
| Robert Schulze                       | Deutschland                   |             | | Die jüngere Steinzeit im Köthener Land (1930) |
| Detlef Schünemann                    | Deutschland                   |             | | |
| Heather Sebire                       | Vereinigtes Königreich        |             | | The Archaeology and Early History of the Channel Islands (2005) |
| Karl-Göran Sjögren                   | Schweden                      |             | | |
| Ludolph Smids                        | Niederlande                   | 1649–1720   | | Schatkamer der Nederlandse oudheden (1711) |
| Nick Snashall                        | Vereinigtes Königreich        |             | | |
| Ernst Sprockhoff                     | Deutschland                   | 1892–1967   | 1935–1945 erster Direktor der Römisch-Germanischen Kommission in Frankfurt am Main, 1947–1958 Ordinarius für Vor- und Frühgeschichte an der Universität Kiel                                          | Die nordische Megalithkultur (1938), Atlas der Megalithgräber Deutschlands (1966–1975) |
| Bernhard Stapel                      | Deutschland                   |             | | |
| Tara Steimer-Herbet                  | Frankreich                    | * 1969      | seit 2013 Lehrbeauftragte an der Universität Genf | Classification des sépultures à superstructure lithique dans le Levant et l'Arabie occidentale (IVe et IIIe millénaires avant J.-C.) (2004), Mégalithes et Cultures Indigènes. Les Peuples oubliés de l'Archipel Indonésien (2013), Indonesian Megaliths: A Forgotten Cultural Heritage (2018) |
| Moshe Stekelis                       | Russland/ Israel              | 1898–1967   | Dozent und ab 1948 Professor an der Hebräischen Universität Jerusalem | Grabungen in Ala-Safat |
| Märta Strömberg                      | Schweden                      | 1921–2012   | | Die Megalithgräber von Hagestad. Zur Problematik von Grabbauten und Grabriten (1971) |
| Wolf-Dieter Tempel                   | Deutschland                   | 1937–2017   | | |
| Friedrich Tewes                      | Deutschland                   | 1859–1933   | 1903–1909 Direktor des Vaterländischen Museums in Hannover | Die Steingräber der Provinz Hannover. Eine Einführung in ihre Kunde und in die hauptsächlichsten Arten und Formen (1898) |
| Alexander Thom                       | Vereinigtes Königreich        | 1894–1985   | | Megalithic Sites in Britain (1967), Megalithic lunar observatories (1971), Megalithic remains in Britain and Brittany (1978), Stone rows and standing stones. Britain, Ireland, and Brittany (1990) |
| Knud Thorvildsen                     | Dänemark                      | 1907–1987   | | |
| Christopher Tilley                   | Vereinigtes Königreich        | 1955–2024   | | The Dolmens and Passage Graves of Sweden. An Introduction and Guide (1999) |
| Alfred Tode                          | Deutschland                   | 1900–1996   | | Ausgrabung mehrerer Großsteingräber in Niedersachsen |
| Michel Toussaint                     | Belgien                       |             | | Grabungen in Wéris |
| David H. Trump                       | Vereinigtes Königreich        | 1931–2016   | 1958–1963 Kurator am National Museum of Archaeology in Valletta | Grabungen am Tempel von Skorba auf Malta und am Brochtorff Circle auf Gozo; Malta. An Archaeological Guide (1972), Malta, Prehistory and Temples (2002) |
| Elizabeth Shee Twohig                | Irland                        |             | | The megalithic art of Western Europe (1981), Irish megalithic tombs (1990) |
| Luigi Maria Ugolini                  | Italien                       | 1895–1936   | | Malta Antica (3 Bände, postum 2021) |
| Ruaidhrí de Valera                   | Irland                        | 1916–1978   | | Survey of the Megalithic tombs of Ireland (Bände 1–4, 1961–1982) |
| Albert Voß                           | Deutschland                   | 1837–1906   | | |
| Johann Karl Wächter                  | Deutschland                   |             | | Statistik der im Königreiche Hannover vorhandenen heidnischen Denkmäler (1841) |
| Sergei W. Walganow                   | Russland                      |             | | Dolʹmeny Kavkaza. Rekonstrukcija kulʹta (2004) |
| Emil Walter                          | Deutschland                   | 1839–?      | | Praehistorische Funde zwischen Oder und Rega (1889) |
| Julia Wasina                         | Russland                      |             | | |
| Philipp Wegener                      | Deutschland                   | 1848–1916   | | Ausgrabung von Großsteingräbern im Haldensleber Forst, Sachsen-Anhalt |
| Willi Wegewitz                       | Deutschland                   | 1898–1996   | | Ausgrabung zahlreicher Großsteingräber in Niedersachsen und Hamburg |
| Iwan Wenedikow                       | Bulgarien                     | 1916–1997   | | Megalitite v Trakija. 1 (1976) |
| Nicolaus Westendorp                  | Niederlande                   |             | | |
| Jens Jacob Asmussen Worsaae          | Dänemark                      | 1821–1885   | | |
| Udo Worschech                        | Deutschland                   | * 1942      | 1996–2007 Professor für Altes Testament und biblische Archäologie an der Theologischen Hochschule Friedensau                                                                                          | Cromlechs, Dolmen und Menhire. Vergleichende Studien zu vor- und frühgeschichtlichen Grabanlagen in Jordanien (2002) |
| Maria Wunderlich                     | Deutschland                   |             | | |
| Bakiye Yükmen                        | Türkei                        |             | | Doğu ve Güneydoğu Anadolu dolmenleri ışığında Anadolu megalitleri (2003) |
| Gustav Zahnow                        | Deutschland                   |             | | Die steinzeitlichen Gräber des Kreises Pyritz (1919/20) |
| Themistocles Żammit                  | Malta                         | 1864–1935   | 1920–1926 Rektor der Universität Malta und erster Direktor des Nationalen Museums für Archäologie in Valletta                                                                                         | |